# 暮らしに役立つ!家電の学校
暮らしに役立つ!家電の学校（くらしにやくだつかでんのがっこう）はBSジャパンで2011年10月5日から2013年3月27日まで毎週水曜21:00〜21:54に放送されていた教養バラエティ番組。エディオングループの一社提供。

## 概要
毎週ひとつの家電に焦点を当て、その家電の歴史や仕組み、便利な使用法、最新情報までを独自の切り口でわかりやすく楽しいバラエティ番組の感覚で伝える。番組後半では「家電訪問」コーナーなどが挿入される。
2013年4月からは時間帯と内容を変更し『暮らしの学校〜もっと知りたい!住まいと家電〜』にリニューアル。
2014年7月27日には　後継番組「暮らしの学校」の特別放送番組として　「家電の学校スペシャル 真夏の家電大実験！」として1夜限りの復活特番を放送を行った。

## 主なコーナー
- 本編 - 毎週1種類の家電を取り上げ、VTRで歴史や仕組みなどを以下のような内容で紹介しつつ、スタジオに専門家を迎えトークを繰り広げる。
  - 便利な機能、スタイリッシュなビジュアルなど、様々な最先端の家電を紹介する。
  - 製造工場へ潜入取材し、担当者から工程や内部構造など製品の特長や秘密を聞く。
  - 家電の誕生秘話から現在に至るまでの歴史をドキュメントタッチで紐解く。
- エディオンおすすめ家電情報 - エディオン秋葉原本店（2012年10月1日まではイシマル本店）の店員が、おすすめの家電ベスト3を紹介。
- 「お悩み解決!家電訪問」 - 土谷隼人、島崎友果（エディオン秋葉原本店店員）が一般家庭[2]を訪れ、家電にまつわる様々な悩みを解決していく[3]。
- 「家電deクッキング」 - いかにも家電や料理にうとそうなタレント1名が、最新家電で料理にチャレンジする。
- 他にもCEATEC JAPAN訪問、懐かし家電特集、家電クイズ大会などスペシャル放送となる場合もある。

## 出演者

### スタジオ司会
- 徳井義実（チュートリアル）
- 内田恭子 2011年10月5日 - 2013年1月9日[4]
- 相内優香（テレビ東京アナウンサー）2013年1月16日 -　終了時まで

### 準レギュラー
- 敦士

### 家電訪問
- 土谷隼人（ななめ45°）（元電気屋芸人）
- 高野亨（光明電機・現役家電販売店勤務）2011年10月 - 2012年3月
- 島﨑友果（エディオン秋葉原本店店員）2012年4月 -

### 家電deクッキング
- 渡辺哲
- 蛭子能収
- モト冬樹
- 福田充徳（チュートリアル、徳井の相方）
- 鈴木福と、妹の鈴木夢（2014年特別番組「家電の学校スペシャル」）

など

## 放送時間
- BSジャパン - 水曜21:00〜21:54
- 岐阜放送 - 金曜19:00〜19:54
- びわ湖放送 - 月曜12:00〜12:55
- テレビ和歌山 - 土曜21:00〜21:56

### 過去の放送時間
- BSジャパン - 土曜13:00〜13:54（再放送、2012年9月まで）

## スタッフ
- 構成：河野有、水井心太
- ナレーター：松本保典
- CAM：李承宰、河部謙一、徳永盛也
- VE：須賀勝
- 音声：吉川淳、足立憲昭
- 照明：林本修一、河原真一
- 音響効果：山口晃司
- CG：堀内信吾
- メイク：KAORI
- スタイリスト：後藤千都、三浦知花
- 技術協力：ヴイ・ビジョンスタジオ
- リサーチ：朝倉燎子、安井香織
- 広報：岡仁（テレビ東京）
- AD：岡美鶴、村岡宏子、島田和宗
- ディレクター：川田創、畠山拓真、松澤祐介、尾台優美
- 演出：金澤タダスケ
- プロデューサー：清水昇（テレビ東京）、馬場淳之、前夷久志
- 制作：BSジャパン、共同テレビジョン
- スポンサー：エディオン - 2012年から単独提供